# بايرسدورف
بايرسدورف (بالإنجليزية: Beiersdorf)‏ هي مؤسسة تجارية متعددة الجنسيات مقرها همبورغ في ألمانيا. وتصنع منتجات العناية الشخصية مثل:
- 8x4
- atrix
- basis
- Duo
- Elastoplast
- يوسيرين
- Florena
- Hansaplast
- لابيلو
- La Prairie
- نيفيا
- SBT
- Slek

## وصلات خارجية
- الموقع الرسمي